# Ecuador i olympiska sommarspelen 2016
Ecuador deltog med 38 deltagare vid de olympiska sommarspelen 2016 i Rio de Janeiro. Ingen av landets deltagare erövrade någon medalj.

## Boxning
| Boxare             | Gren          | Omgång 1             | Omgång 2                 | Kvartsfinal             | Semifinal            | Final                | Final            |                  |
| Boxare             | Gren          | Motståndare Resultat | Motståndare Resultat     | Motståndare Resultat    | Motståndare Resultat | Motståndare Resultat | Placering        |                  |
| ------------------ | ------------- | -------------------- | ------------------------ | ----------------------- | -------------------- | -------------------- | ---------------- | ---------------- |
| Carlos Quipo       | Lätt flugvikt | Bye                  | Gankhuyagiin (MGL) W 3–0 | Hernández (USA) L 0–3   | Gick inte vidare     | Gick inte vidare     | Gick inte vidare |                  |
| Marlo Delgado      | Mellanvikt    | Pinto (VEN) W 3–0    | Assomo (FRA) L 1–2       | Gick inte vidare        | Gick inte vidare     | Gick inte vidare     | Gick inte vidare |                  |
| Carlos Andrés Mina | Lätt tungvikt | Michel (GER) W 3–0   | Ward (IRL) W 2–1         | Bauderlique (FRA) L TKO | Gick inte vidare     | Gick inte vidare     | Gick inte vidare | Gick inte vidare |
| Julio Castillo     | Tungvikt      | Bye                  | Tulaganov (UZB) L 0–3    | Gick inte vidare        | Gick inte vidare     | Gick inte vidare     | Gick inte vidare |                  |

## Brottning
Förkortningar:
- VT – Vinst genom fall.
- PP – Beslut efter poäng – förloraren fick tekniska poäng.
- PO – Beslut efter poäng – förloraren fick inte tekniska poäng.
- ST – Teknisk överlägsenhet – förloraren utan tekniska poäng och en marginal med minst 8 (grekisk-romersk stil) eller 10 (fristil) poäng.

Herrar, grekisk-romersk stil
| Brottare       | Gren             | Kvalomgång           | Omgång 1               | Kvartsfinal          | Semifinal            | Återkval 1           | Återkval 2           | Final / BM           | Final / BM |
| Brottare       | Gren             | Motståndare Resultat | Motståndare Resultat   | Motståndare Resultat | Motståndare Resultat | Motståndare Resultat | Motståndare Resultat | Motståndare Resultat | Placering  |
| -------------- | ---------------- | -------------------- | ---------------------- | -------------------- | -------------------- | -------------------- | -------------------- | -------------------- | ---------- |
| Andrés Montaño | Bantamvikt -59kg | Bye                  | Wang Lm (CHN) L 0–4 ST | Gick inte vidare     | Gick inte vidare     | Gick inte vidare     | Gick inte vidare     | Gick inte vidare     | 17         |

Damer, fristil
| Brottare       | Gren           | Kvalomgång                | Omgång 1             | Kvartsfinal          | Semifinal            | Återkval 1           | Återkval 2           | Final / BM           | Final / BM |
| Brottare       | Gren           | Motståndare Resultat      | Motståndare Resultat | Motståndare Resultat | Motståndare Resultat | Motståndare Resultat | Motståndare Resultat | Motståndare Resultat | Placering  |
| -------------- | -------------- | ------------------------- | -------------------- | -------------------- | -------------------- | -------------------- | -------------------- | -------------------- | ---------- |
| Lissette Antes | Lättvikt -58kg | Cherdivara (MDA) L 0–3 PO | Gick inte vidare     | Gick inte vidare     | Gick inte vidare     | Gick inte vidare     | Gick inte vidare     | Gick inte vidare     | 19         |

## Cykling

### Landsväg
| Idrottare   | Gren                | Tid              | Placering        |
| ----------- | ------------------- | ---------------- | ---------------- |
| Byron Guamá | Herrarnas linjelopp | Gick inte vidare | Gick inte vidare |

### BMX
| Cyklist       | Gren          | Seeding  | Seeding   | Kvartsfinal | Kvartsfinal | Semifinal        | Semifinal        | Final            | Final            |
| Cyklist       | Gren          | Resultat | Placering | Poäng       | Placering   | Poäng            | Placering        | Resultat         | Placering        |
| ------------- | ------------- | -------- | --------- | ----------- | ----------- | ---------------- | ---------------- | ---------------- | ---------------- |
| Alfredo Campo | Herrarnas BMX | 36,463   | 27        | 28          | 8           | Gick inte vidare | Gick inte vidare | Gick inte vidare | Gick inte vidare |

## Friidrott
Förkortningar
- Notera– Placeringar avser endast det specifika heatet.
- Q = Tog sig vidare till nästa omgång
- q = Tog sig vidare till nästa omgång som den snabbaste förloraren eller, i fältgrenarna, genom placering utan att nå kvalgränsen
- NR = Nationellt rekord
- N/A = Omgången fanns inte i grenen
- Bye = Idrottaren behövde inte tävla i omgången

Herrar
| Idrottare            | Gren                 | Final    | Final     |
| Idrottare            | Gren                 | Resultat | Placering |
| -------------------- | -------------------- | -------- | --------- |
| Miguel Ángel Almachi | Herrarnas maraton    | 2:23:00  | 85        |
| Segundo Jami         | Herrarnas maraton    | 2:31:07  | 124       |
| Byron Piedra         | Herrarnas maraton    | 2:14:12  | 18        |
| Mauricio Arteaga     | Herrarnas 20 km gång | DSQ      | DSQ       |
| Andrés Chocho        | Herrarnas 20 km gång | DSQ      | DSQ       |
| Daniel Pintado       | Herrarnas 20 km gång | 1:23:44  | 37        |
| Andrés Chocho        | Herrarnas 50 km gång | DSQ      | DSQ       |
| Rolando Saquipay     | Herrarnas 50 km gång | 4:07:29  | 34        |
| Claudio Villanueva   | Herrarnas 50 km gång | 4:19:33  | 45        |

Damer
Herrar
| Narcisa Landázuri | Damernas 100 meter  | Bye   | Bye  | 11,38 | 4 q  | 11,27 | 6    | Gick inte vidare | Gick inte vidare | Gick inte vidare | Gick inte vidare |
| Ángela Tenorio    | Damernas 100 meter  | Bye   | Bye  | 11,35 | 3 q  | 11,14 | 5    | Gick inte vidare | Gick inte vidare | Gick inte vidare | Gick inte vidare |
| Ángela Tenorio    | Damernas 200 meter  | 22,94 | 4 q  | i.u.  | i.u. | 22,99 | 7    | Gick inte vidare | Gick inte vidare |                  |                  |
| María Elena Calle | Damernas maraton    | i.u.  | i.u. | i.u.  | i.u. | i.u.  | i.u. | 2:48:39          | 99               |                  |                  |
| Rosa Chacha       | Damernas maraton    | i.u.  | i.u. | i.u.  | i.u. | i.u.  | i.u. | 2:48:52          | 100              |                  |                  |
| Silvia Paredes    | Damernas maraton    | i.u.  | i.u. | i.u.  | i.u. | i.u.  | i.u. | 2:48:01          | 95               |                  |                  |
| Magaly Bonilla    | Damernas 20 km gång | i.u.  | i.u. | i.u.  | i.u. | i.u.  | i.u. | 1:34:54          | 27               |                  |                  |
| Maritza Guaman    | Damernas 20 km gång | i.u.  | i.u. | i.u.  | i.u. | i.u.  | i.u. | 1:35:56          | 36               |                  |                  |
| Paola Pérez       | Damernas 20 km gång | i.u.  | i.u. | i.u.  | i.u. | i.u.  | i.u. | 1:33:53          | 24               |                  |                  |

## Judo
| Idrottare        | Gren                           | Omgång 1             | Omgång 2                   | Kvartsfinaler                  | Semifinaler          | Återkval             | Final / BM           | Final / BM       |                  |
| Idrottare        | Gren                           | Motståndare Resultat | Motståndare Resultat       | Motståndare Resultat           | Motståndare Resultat | Motståndare Resultat | Motståndare Resultat | Placering        |                  |
| ---------------- | ------------------------------ | -------------------- | -------------------------- | ------------------------------ | -------------------- | -------------------- | -------------------- | ---------------- | ---------------- |
| Lenin Preciado   | Herrarnas extra lättvikt −60kg | Bye                  | Chammartin (SUI) L 002–010 | Gick inte vidare               | Gick inte vidare     | Gick inte vidare     | Gick inte vidare     | Gick inte vidare | Gick inte vidare |
| Freddy Figueroa  | Herrarnas tungvikt +100kg      | i.u.                 | Kim S-m (KOR) L 000–102    | Gick inte vidare               | Gick inte vidare     | Gick inte vidare     | Gick inte vidare     | Gick inte vidare | Gick inte vidare |
| Estefania García | Damernas halv mellanvikt −63kg | i.u.                 | Bangoura (GUI) W 100–000   | Unterwurzacher (AUT) L 000–010 | Gick inte vidare     | Gick inte vidare     | Gick inte vidare     | Gick inte vidare | Gick inte vidare |

## Kanotsport

### Sprint
| Kanotist        | Gren                | Heat   | Heat      | Semifinaler | Semifinaler | Final  | Final     |
| Kanotist        | Gren                | Tid    | Placering | Tid         | Placering   | Tid    | Placering |
| --------------- | ------------------- | ------ | --------- | ----------- | ----------- | ------ | --------- |
| César de Cesare | Herrarnas K-1 200 m | 35,216 | 5 Q       | 35,936      | 8 FB        | 37,169 | 11        |

## Ridsport

### Fälttävlan
| Ryttare           | Häst            | Gren         | Dressyr | Dressyr   | Terräng | Terräng | Terräng   | Hoppning         | Hoppning         | Hoppning         | Hoppning         | Hoppning         | Hoppning         | Totalt           | Totalt           |
| Ryttare           | Häst            | Gren         | Dressyr | Dressyr   | Terräng | Terräng | Terräng   | Kval             | Kval             | Kval             | Finalt           | Finalt           | Finalt           | Totalt           | Totalt           |
| Ryttare           | Häst            | Gren         | Straff  | Placering | Straff  | Totalt  | Placering | Straff           | Totalt           | Placering        | Straff           | Totalt           | Placering        | Straff           | Placering        |
| ----------------- | --------------- | ------------ | ------- | --------- | ------- | ------- | --------- | ---------------- | ---------------- | ---------------- | ---------------- | ---------------- | ---------------- | ---------------- | ---------------- |
| Nicolas Wettstein | Nadeville Merze | Individuellt | 56,00   | 55        | Retired | Retired | Retired   | Gick inte vidare | Gick inte vidare | Gick inte vidare | Gick inte vidare | Gick inte vidare | Gick inte vidare | Gick inte vidare | Gick inte vidare |

## Rodd
| Roddare             | Gren                    | Heat    | Heat      | Återkval | Återkval  | Kvartsfinal | Kvartsfinal | Semifinal | Semifinal | Final   | Final     |
| Roddare             | Gren                    | Tid     | Placering | Tid      | Placering | Tid         | Placering   | Tid       | Placering | Tid     | Placering |
| ------------------- | ----------------------- | ------- | --------- | -------- | --------- | ----------- | ----------- | --------- | --------- | ------- | --------- |
| Bryan Sola Zambrano | Herrarnas singelsculler | 7:48,77 | 5 R       | 7:28,30  | 4 SE/F    | Bye         | Bye         | 7:52,86   | 3 FE      | 7:53,54 | 28        |

## Simning
| Simmare             | Gren                         | Heat     | Heat      | Final            | Final            |
| Simmare             | Gren                         | Tid      | Placering | Tid              | Placering        |
| ------------------- | ---------------------------- | -------- | --------- | ---------------- | ---------------- |
| Esteban Enderica    | Herrarnas 1 500 m frisim     | 15.10,15 | 23        | Gick inte vidare | Gick inte vidare |
| Iván Enderica Ochoa | Herrarnas 10 km öppet vatten | i.u.     | i.u.      | 1:53.16,2        | 16               |
| Samantha Arévalo    | Damernas 10 km öppet vatten  | i.u.     | i.u.      | 1:57.27,2        | 9                |

## Triathlon
| Idrottare       | Gren               | Simning (1,5 km) | Trans 1 | Cykling (40 km) | Trans 2 | Löpning (10 km) | Totaltid | Placering |
| --------------- | ------------------ | ---------------- | ------- | --------------- | ------- | --------------- | -------- | --------- |
| Elizabeth Bravo | Damernas triathlon | 20:10            | 0:55    | 1:05:54         | 0:44    | 40:09           | 2:07:52  | 47        |